# Il filo del rasoio (film 1946)
Il filo del rasoio (The Razor's Edge) è un film del 1946, diretto da Edmund Goulding e tratto dal romanzo omonimo scritto da William Somerset Maugham.
Protagonisti del film sono Tyrone Power, Gene Tierney, John Payne, Anne Baxter, Clifton Webb e Herbert Marshall nei panni dello stesso Maugham. Clifton Webb ed Anne Baxter furono candidati ai Premi Oscar 1947 rispettivamente come miglior attore non protagonista e miglior attrice non protagonista, ma solo la Baxter vinse il premio.

## Trama
1919, dopo la prima guerra mondiale: Lo scrittore Somerset Maugham partecipa ad una festa in un country club di Chicago, Illinois. Qui Maugham conosce Elliott Templeton, un espatriato tornato negli Stati Uniti per la prima volta dall'anteguerra per venire a trovare sua sorella Edith, e sua nipote, Isabella, fidanzata con un giovane di nome Larry Darrell, fortemente disprezzato da Elliott per il suo modo di pensare molto diverso dal suo, in quanto Larry mal sopporta le ipocrisie e le falsità della guerra. Larry è turbato da pensieri esistenziali, non sa che fare della propria vita e infatti rifiuta continuamente invitanti posti di lavoro, perché si sente responsabilizzato a darle un significato superiore, essendo un suo amico morto in guerra per salvarlo. Isabella decide di rimandare il matrimonio per permettere a Larry di andare a Parigi nella speranza che possa trovare se stesso. Intanto Sophia Nelson, carissima amica d'infanzia di Larry, sposa il suo fidanzato Bob MacDonald e i due hanno una figlia, Linda.
A Parigi, Larry vive una vita da bohèmien e, un anno dopo la sua partenza, riceve una visita di Isabella, che gli chiede di sposarla. Larry rifiuta perché non ha ancora trovato il senso della sua vita, e Isabella, non comprendendo la sua continua ricerca di se stesso, rompe il fidanzamento. Benché ancora innamorata di lui, la donna sposa il suo spasimante Gray Maturin, al fine di vivere una vita comoda e agiata. Intanto, Sophia perde il marito e la figlia in un incidente d'auto. Sotto consiglio di un suo amico, Larry decide di partire per l'Himalaya, dove incontra un guru che lo accoglie. Dopo aver vissuto da eremita e aver studiato nel monastero, Larry decide di ritornare a vivere tra la gente comune. A Parigi, Maugham incontra nuovamente Elliott, che gli dice che Gray e Isabella si sono trasferiti lì in seguito alla grande depressione, che ha causato la perdita del lavoro di Gray. Maugham, Gray e Isabella incontrano Larry, con cui passano insieme la serata che si conclude in un night club, dove rivedono Sophia, la quale, incapace di superare il grande dolore, passa la vita bevendo in locali malfamati e prostituendosi. Larry, comprendendo che il comportamento della sua amica Sophia è motivato dalla grande tragedia che l'ha colpita, decide di salvarla. Per prima cosa, riesce a farla smettere di bere, e poi pensa di sposarla, ma Isabella, che non sopporta l'idea di un matrimonio fra i due, rinfaccia a Sophia tutti gli errori passati e la invita ad assaggiare la becherovka, per mettere alla prova la sua volontà di non bere mai più. Quindi la lascia per andare a prendere dal dentista la figlia Joan, e così crudelmente ricorda a Sophia che ha perso la sua. La poveretta, rimasta sola, non riesce a resistere alla tentazione della bottiglia che ha davanti a sé e beve, per poi fuggire. Larry cerca Sophia e la trova in uno squallido locale dove ha appositamente chiesto di bere la becherovka. L'uomo tenta di riportare Sophia a casa, ma lei, ubriaca e in preda all'isteria, provoca una rissa fra Larry e due clienti del locale. Mentre i tre si azzuffano, Sophia scappa via e scompare. Di lei non si avranno notizie per un anno circa, quando si scopre che il suo cadavere è stato rinvenuto al porto di Tolone con la gola tagliata. Durante le indagini, Larry incontra nuovamente Maugham, e viene a sapere che Elliott è sul letto di morte nella sua villa in Riviera. Larry riesce a far morire l'uomo in pace procurandogli l'invito, tanto desiderato, al ballo di una principessa, grazie al fatto che da anni ne conosce la segretaria.
Isabella eredita la fortuna di Elliott, cosa che assicura un futuro felice a lei e a Gray, e tenta di ricongiungersi a Larry, che non ha mai smesso di amare. Larry però la respinge, perché lei ha rigettato, con premeditata cattiveria, Sophia nel baratro dell'alcolismo ed è la vera responsabile della sua morte. 
Isabella sa di aver perduto il suo amore per sempre, ne è dispiaciuta, ma Maugham la consola spiegandole che Larry possiede la vera bontà e che fare il bene è il senso della sua vita. Larry è partito per lavorare come mozzo in un piroscafo, e continuare ad aiutare chiunque incrocerà sul suo cammino.

## Produzione
La pellicola, ispirata all'omonimo romanzo di W. Somerset Maugham, è prodotta dalla società Twentieth Century Fox Film Corporation. Il regista scelto inizialmente fu George Cukor che, insoddisfatto della sceneggiatura di Lamar Trotti, venne poi scartato in quanto il suo lavoro si allontanava troppo dall'idea originale. Il personaggio di Isabel era stato inizialmente offerto a Joan Fontaine e a sua sorella Olivia de Havilland, e anche Maureen O'Hara si era detta interessata al ruolo prima che la scelta definitiva cadesse su Gene Tierney. Il personaggio della sventurata Sophie, che guadagnò ad Anne Baxter il Premio Oscar alla miglior attrice non protagonista, era stato offerto in precedenza a Susan Hayward, a Betty Grable e a Judy Garland. I costumi di Gene Tierney furono curati da Oleg Cassini, all'epoca coniugato con lei.

## Distribuzione

### Data di uscita
Il film venne distribuito in varie nazioni, fra cui:
- Stati Uniti d'America, The Razor's Edge 19 novembre 1946, (prima)
- Svezia, Den vassa eggen 9 dicembre 1946
- Francia, Le fil du rasoir 23 agosto 1947
- Finlandia, Veitsen terällä 31 ottobre 1947
- Italia, Il filo del rasoio  19 marzo 1947
- Giappone 22 giugno 1948
- Danimarca, Knivens æg 31 gennaio 1949
- Austria, Auf des Messers Schneide 25 novembre 1949
- Hong Kong 12 aprile 1951
- Germania Ovest, Auf Messers Schneide 31 ottobre 1952

## Riconoscimenti
- 1947 - Premio Oscar
  - Miglior attrice non protagonista a Anne Baxter
  - Nomination Miglior film alla 20th Century Fox
  - Nomination Miglior attore non protagonista a Clifton Webb
  - Nomination Migliore scenografia a Richard Day, Nathan Juran, Thomas Little e Paul S. Fox
- 1947 - Golden Globe
  - Miglior attore non protagonista a Clifton Webb
  - Migliore attrice non protagonista a Anne Baxter